# سپاه محمد رسول‌الله تهران بزرگ

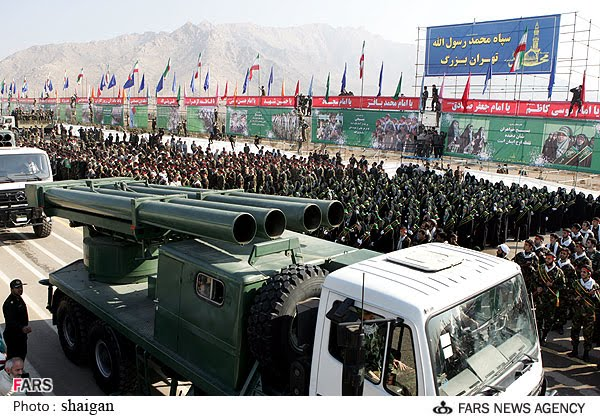
رژه نیروهای سپاه محمد رسول‌الله در سال ۱۳۸۷

سپاه محمد رسول‌الله تهران بزرگ یگان نظامی امنیتی زیرمجموعه سپاه پاسداران انقلاب اسلامی است، که به‌عنوان بزرگ‌ترین سپاه تحت امر این نهاد شناخته می‌شود. این یگان در پی تغییر ساختار در سپاه پاسداران و تشکیل سپاه‌های استانی در سال ۱۳۸۷، از ادغام لشکر ۲۷ محمد رسول‌الله و پایگاه‌های بسیج تهران تشکیل شد. این سپاه هم‌اکنون زیرمجموعه ستاد فرماندهی کل سپاه پاسداران انقلاب اسلامی است و مسئولیت هماهنگی و فرماندهی عملیات نیروی زمینی سپاه پاسداران و نیروی مقاومت بسیج در محدوده شهر تهران را برعهده دارد. سپاه دیگری که در تهران وجود دارد، سپاه استان تهران موسوم به سپاه سیدالشهدا است و این دو مجموعه در مواقع بحرانی، تحت کنترل و فرماندهی قرارگاه ثارالله قرار دارند. محل استقرار، کنترل و فرماندهی نیروهای سپاه محمد رسول‌الله، پادگان ولی‌عصر تهران، واقع در میدان سپاه (پادگان عشرت‌آباد قدیم) می‌باشد. هم‌اکنون سرتیپ پاسدار حسن حسن‌زاده فرماندهی سپاه محمد رسول‌الله را برعهده دارد.

## تاریخچه
در پی تغییرات ساختاری در سپاه پاسداران انقلاب اسلامی و شکل‌گیری سپاه‌های استانی در سال ۱۳۸۷ «سپاه محمد رسول‌الله» از ادغام لشکر ۲۷ محمد رسول‌الله و بسیج تهران تشکیل شد. در خلال جنگ ایران و عراق، پس از اجرای عملیات محمد رسول‌الله به تدریج یگان محمد رسول‌الله به فرماندهی احمد متوسلیان از تیپ به لشکر ارتقا یافت. پس از جنگ ایران و عراق لشکر ۲۷ محمد رسول‌الله تا سال ۱۳۷۴ مسئولیت کنترل پایتخت در شرایط غیرعادی را برعهده داشت. پس از تشکیل قرارگاه ثارالله که وظیفه اصلی‌اش برقراری امنیت شهر تهران بود، این لشکر نیز در مواقع بحرانی زیرمجموعه قرارگاه شد. در سال ۱۳۸۷ پس از رسیدن محمد علی جعفری به فرماندهی کل سپاه، وی تشکیلات سازمانی سپاه را در قالب ۳۱ سپاه استانی که مرکب از نیروی زمینی سپاه و نیروی مقاومت بسیج می‌باشند، نوآرایی کرد. در پی آن لشکر ۲۷ محمد رسول‌الله و منطقه مقاومت بسیج تهران بزرگ در یکدیگر ادغام شدند و «سپاه محمد رسول‌الله تهران بزرگ» را تشکیل دادند. لشکر ۲۷ محمد رسول‌الله نیز همچنان به‌عنوان یک لشکر مکانیزه، زیرمجموعه نیروی زمینی سپاه به فعالیت خود ادامه می‌دهد.

## فرماندهان
از ابتدای تشکیل سپاه محمد رسول‌الله تهران بزرگ فرماندهی آن برعهده عبدالله عراقی بود و پس از آن، حسین همدانی، سپس محسن کاظمینی فرماندهی آن را برعهده داشتند. تیرماه ۱۳۹۶ با حکم فرماندهی وقت کل سپاه؛ محمدعلی جعفری، سرتیپ‌دوم پاسدار محمدرضا یزدی فرماندهی این سپاه را برعهده گرفت. از آذرماه ۱۳۹۹ سرتیپ پاسدار حسن حسن‌زاده فرماندهی سپاه محمد رسول‌الله را برعهده دارد.

## جنگ ایران و عراق
لشکر ۲۷ محمد رسول‌الله که هم‌اکنون از یگان‌های زیرمجموعه نیروی زمینی سپاه است، همچنین در مواقع بحرانی تحت فرماندهی سپاه محمد رسول‌الله قرار می‌گیرد، در خلال جنگ ایران و عراق در عملیات‌های فتح‌المبین، بیت‌المقدس، رمضان، مسلم بن عقیل، والفجر مقدماتی، والفجر ۱، والفجر ۳، والفجر ۴، خیبر، بدر، والفجر ۸، کربلای ۱، کربلای ۵، کربلای ۸، نصر ۷، بیت‌المقدس ۲، بیت‌المقدس ۴ و بیت‌المقدس ۷ حضور داشت.

## انتخابات ۱۳۸۸
پس از انتخابات ریاست جمهوری در ۲۲ خرداد ۱۳۸۸، به دستور شورای عالی امنیت ملی وظیفه کنترل پایتخت به مدت ۲ ماه (از ۲۵ خرداد تا ۲۵ مرداد ۱۳۸۸) برعهده قرارگاه ثارالله و زیرمجموعه‌اش سپاه محمد رسول‌الله در تعامل با نیروی مقاومت بسیج گذاشته شد. در جریان اعتراضات انتخابات ۸۸، شبه‌نظامیان بسیجی که در کنار مأموران نیروی انتظامی در مقابله با شورشیان در تظاهرات تهران حضور داشتند، تحت فرماندهی سپاه محمد رسول‌الله بودند.